# Alfred Enoch
Alfred „Alfie” Enoch (ur. 2 grudnia 1988, w Londynie) – brytyjski aktor, występował w roli Deana Thomasa w serii filmów o Harrym Potterze.
Jest synem aktora Williama Russella.

## Filmografia
- 2001: Harry Potter i Kamień Filozoficzny (Harry Potter and the Philosopher's Stone) – Dean Thomas
- 2002: Harry Potter i Komnata Tajemnic (Harry Potter and the Chamber of Secrets) – Dean Thomas
- 2004: Harry Potter i więzień Azkabanu (Harry Potter and the Prisoner of Azkaban) – Dean Thomas
- 2005: Harry Potter i Czara Ognia (Harry Potter and the Goblet of Fire) – Dean Thomas
- 2007: Harry Potter i Zakon Feniksa (Harry Potter and the Order of the Phoenix) – Dean Thomas
- 2008: Harry Potter i Książę Półkrwi (Harry Potter and the Half-Blood Prince) – Dean Thomas
- 2011: Harry Potter i Insygnia Śmierci część 2 (Harry Potter and the Deathly Hallows Part 2) – Dean Thomas
- 2014–2020: Sposób na morderstwo (How to Get Away with Murder) – Wes Gibbins
- 2021–2023: Fundacja (Foundation) – Raych Foss
- 2023: The Couple Next Door – Pete